# 三原ポカリ事件
三原ポカリ事件（みはらポカリじけん）は、1949年（昭和24年）4月14日の日本プロ野球公式戦において、読売ジャイアンツ監督の三原脩が、対戦相手である南海ホークスの捕手・筒井敬三を殴打した事件の俗称である。

## 経緯
日本プロ野球が1リーグ制だった1949年、南海ホークスのエース投手だった別所毅彦が読売ジャイアンツに引き抜かれる「別所引き抜き事件」が発生し、その影響から同年4月12日からの巨人－南海戦（後楽園球場）は殺伐とした雰囲気の中で行われた。
第3戦の4月14日は巨人が1点をリードしたまま9回表に南海の攻撃を迎えたが、無死一塁で南海の打者・岡村俊昭が放った打球は巨人の一塁手・川上哲治の前に転がる。併殺を狙って川上が二塁に送球し、南海の一塁走者・筒井敬三がフォースアウトとなり、遊撃手・白石勝巳が一塁へ転送しようとした時、一塁走者の筒井が白石に組み付くように滑り込んだため、体勢を崩した白石は一塁に送球することが出来ず、併殺とはならなかった。このプレーを巡って白石と筒井は口論となり、巨人ベンチを飛び出した監督の三原が筒井の守備妨害を塁審・津田四郎に主張したが認められなかった。三原は引き下がろうとするも、依然として口論を続けていた白石と筒井を見た三原は自身を抑えられず、後ろから筒井の頭を殴打した。
翌日の新聞には「日本野球空前の不祥事」として報道され、この事件で三原は無期限の出場停止処分を受けた。三原の出場停止期間中は中島治康が選手兼任で監督代行を務めたが、周囲の救済運動によって三原は出場停止100日間に減ぜられ、同年7月23日に復帰した。